# Stillwater Mountain Fire Observation Station
La Stillwater Mountain Fire Observation Station est une tour de guet du comté de Herkimer, dans l'État de New York, dans le nord-est des États-Unis. Située dans les Adirondacks, elle est protégée au sein du parc Adirondack. Elle est inscrite au Registre national des lieux historiques depuis le 18 septembre 2017.